# Tuğçe Kumral
Tuğçe Kumral (Smirne, 19 marzo 1983) è un'attrice turca, nota per aver interpretato il ruolo di Deren Keskin nella serie DayDreamer - Le ali del sogno (Erkenci Kuş).

## Biografia
Tuğçe Kumral è nata il 19 marzo 1983 a Smirne (Turchia), da una ricca famiglia turca.

## Carriera
Tuğçe Kumral ha completato i suoi studi presso la Dokuz Eylul University, con la passione per la recitazione. Nel 2003 ha fatto la sua prima apparizione come attrice nella serie Gonul Celen. Nel 2018 e nel 2019 ha interpretato il ruolo di Deren Keskin nella serie televisiva DayDreamer - Le ali del sogno (Erkenci Kuş), insieme a Can Yaman e Demet Özdemir.

## Filmografia

### Cinema
- Sürgün, regia di Erol Özlevi (2013)
- Meddah, regia di Batur Emin Akyel (2014)

### Televisione
- Gonul Celen – serie TV (2003)
- Bu Kalp Seni Unutur Mu? – serie TV (2009)
- Herseye Ragmen – serie TV (2011)
- Al Yazmalim – serie TV (2012)
- En Uzun Yuzil – serie TV (2013)
- Eski Hikaye – serie TV (2013)
- Sergun – serie TV (2013)
- Askin Kanunu – serie TV (2014)
- Yasak – serie TV (2014)
- Asla Vazgecmem – serie TV (2015-2016)
- Evlat Kokusu – serie TV (2017)
- Kalp Atisi – serie TV (2017)
- DayDreamer - Le ali del sogno (Erkenci Kuş) – serie TV, 51 episodi (2018-2019)
- Payitaht Abdulhamit – serie TV (2020-2021)
- Ex Askim – serie TV (2021)
- Senden Daha Güzel – serie TV (2022)

## Doppiatrici italiane
Nelle versioni in italiano dei suoi film e delle sue serie TV, Tuğçe Kumral è stata doppiata da:
- Benedetta Ponticelli[9] in DayDreamer - Le ali del sogno[10]